# L'amore non esiste (singolo)
L'amore non esiste è un singolo del supergruppo italiano Fabi Silvestri Gazzè, pubblicato il 22 agosto 2014 come secondo estratto dal primo album in studio Il padrone della festa.

## Video musicale
Il brano è nato come un abbozzo di Daniele Silvestri, seguito da Niccolò Fabi, completato poi con Max Gazzè.
Il videoclip è stato pubblicato su YouTube il 22 agosto 2014 ed è diretto da Davide Marengo.

## Tracce
1. L'amore non esiste – 5:08